# نادر محمدخاني
نادر محمدخاني ((بالفارسية: نادر محمدخانی)؛ مواليد 23 أغسطس 1963 في طهران) هو لاعب كرة قدم إيراني معتزل. شارك مع المنتخب الإيراني في كأس العالم لكرة القدم 1998.
اعتزل رسمياً يوم 21 يناير 2000 بعد نهاية الشوط الأول خلال مباراة تكريمية.

## روابط خارجية
- نادر محمدخاني على موقع الاتحاد الدولي (مؤرشف)  (الإنجليزية)
- نادر محمدخاني على موقع قاعدة بيانات كرة القدم.إي يو (الإنجليزية)
- نادر محمدخاني على موقع ناشيونال فوتبول تيمز (الإنجليزية)
- نادر محمدخاني على موقع Soccerway.com (الإنجليزية)